# Galium pabulosum
Galium pabulosum là một loài thực vật có hoa trong họ Thiến thảo. Loài này được Sommier & Levier mô tả khoa học đầu tiên năm 1894.